# Rudolf Fenner
Rudolf Fenner (* 8. Februar 1910 in Berlin; † 16. November 1982 in Hollenstedt) war ein deutscher Schauspieler, Hörspiel- und Synchronsprecher.

## Leben
Fenner erhielt Bühnenengagements am Hamburger Theater im Zimmer unter Helmuth Gmelin, am Jungen Theater in Hamburg, dem späteren Ernst Deutsch Theater, am Thalia Theater und unter Gustaf Gründgens am Deutschen Schauspielhaus. Seine Darstellung des Veteranen „Pat“ in Friedrich Schütters Inszenierung von Brendan Behans Die Geisel am Jungen Theater wurde von Manfred Preihs im Theater der Zeit als „bemerkenswert gut“ bezeichnet.
Dem Film- und Fernsehpublikum wurde Fenner vor allem in zwielichtigen Rollen bekannt, wie in den Edgar-Wallace-Verfilmungen Das Gasthaus an der Themse und Die toten Augen von London sowie im Thriller Wartezimmer zum Jenseits nach James Hadley Chase. Außerdem spielte er in Produktionen wie der Zuckmayer-Adaption Des Teufels General, Helmut Käutners Der Hauptmann von Köpenick und Ottokar Runzes Der Lord von Barmbeck. Darüber hinaus übernahm er Gastrollen in verschiedenen Fernsehserien und -reihen wie Stahlnetz, Gestatten, mein Name ist Cox, Polizeifunk ruft, Cliff Dexter, Hafenpolizei und Die Unverbesserlichen.
Als Sprecher wirkte Fenner an zahlreichen Hörspielproduktionen mit. Dabei sprach er oft bedrohliche und monströse Charaktere wie die menschenfressenden Riesen in Jackie und die Wunderbohne und Der kleine Däumling (beide bei dem Label Europa), den Riesen in Das tapfere Schneiderlein (BASF), den Riesen Goliat in Biblische Geschichten (Europa), den Riesen in Sindbad, der Seefahrer (Europa), den bösen Wolf in Der Wolf und die sieben Geißlein (Decca) sowie den Zyklopen Polyphem in Die Irrfahrten des Odysseus (Europa). Dieselbe Rolle synchronisierte er bereits in der deutschen Fassung von Die Fahrten des Odysseus, der 1955 in Italien produzierten Spielfilmadaption von Homers Gesängen. Als Synchronsprecher lieh Fenner seine Stimme außerdem Ferdy Mayne in Hotel Sahara, Eric Pohlmann in Der Mann, der sich selbst nicht kannte, André Morell in Auf falscher Spur und Eugene Pallette in Der Todesreifen.

## Filmografie
- 1938: Der Maulkorb
- 1949: Schicksal aus zweiter Hand
- 1954: Der Mann meines Lebens
- 1957: Glücksritter
- 1955: Des Teufels General
- 1955: Unternehmen Schlafsack
- 1956: Der Hauptmann von Köpenick
- 1956: Skandal um Dr. Vlimmen
- 1957: Das Herz von St. Pauli
- 1958: Stahlnetz: Mordfall Oberhausen
- 1959: Die Nacht vor der Premiere
- 1959: Professor Schnellfisch
- 1961: Die toten Augen von London
- 1962: Leben des Galilei
- 1962: Das Gasthaus an der Themse
- 1963: Hafenpolizei – Der chinesische Koch
- 1964: Wartezimmer zum Jenseits
- 1965: Die Unverbesserlichen
- 1965: Die Katze im Sack
- 1965: Gestatten, mein Name ist Cox – Circusgeschichte
- 1965: Gestatten, mein Name ist Cox – Das Ausstellungsstück
- 1966: Hinter diesen Mauern
- 1967: Polizeifunk ruft – Mord im Lehrlingsheim
- 1967: Ein Fall für Titus Bunge – Bobby ist los
- 1968: Der eiserne Henry
- 1968: Novemberverbrecher – Eine Erinnerung
- 1968: Sir Roger Casement
- 1969: Polizeifunk ruft – Wohnung zu vermieten
- 1969: Reisedienst Schwalbe
- 1971: Vier Tage unentschuldigt
- 1971: Maestro der Revolution?
- 1973: Der Lord von Barmbeck

## Hörspiele (Auswahl)
- 1958–64: Die Jagd nach dem Täter (33 Folgen) – Regie: S. O. Wagner
- 1947: Nun singen sie wieder (nach Max Frisch) – Regie: Otto Kurth
- 1947: Die Millionen-Pfundnote (nach Mark Twain) – Regie: Heinrich Ockel
- 1948: Der Fall Axel Petersen – Regie: Ludwig Cremer
- 1951: Europa – Traum oder Wirklichkeit (von Axel Eggebrecht) – Regie: Fritz Schröder-Jahn
- 1952: Der König von Albanien (von Josef Martin Bauer) – Regie: Fritz Schröder-Jahn
- 1952: Die Steuererklärung (von Josef Martin Bauer) – Regie: Gustav Burmester
- 1952: Blick auf Venedig (von Günter Eich) – Regie: Gustav Burmester
- 1952: Der Hund, der nicht 'nein' sagen konnte – Regie: Hans Gertberg
- 1952: Gestatten, mein Name ist Cox; 1. Staffel (von Rolf Becker) – Regie: Hans Gertberg
- 1952: Stranitzky und der Nationalheld (von Friedrich Dürrenmatt) – Regie: Fritz Schröder-Jahn
- 1952–55: Das Gericht zieht sich zur Beratung zurück (6 Folgen) – Regie: Gerd Fricke
- 1954: Unter dem Milchwald (von Dylan Thomas) – Regie: Fritz Schröder-Jahn
- 1955: Beherrschung ist alles! – Regie: S. O. Wagner
- 1955: Gesucht wird Heinrich Wächter (von Harald Vock) – Regie: S. O. Wagner
- 1955: An alle Polizeileitstellen ... Aus der Arbeit der Interpol (von Harald Vock) – Regie: S. O. Wagner
- 1955: Hans Fallada: Der Trinker – Regie: Ludwig Cremer
- 1956: Die Panne (von Friedrich Dürrenmatt) – Regie: Gustav Burmester
- 1956: Das Verhör des Lukullus (von Bertolt Brecht) – Regie: Fritz Schröder-Jahn
- 1958: Der Streit um des Esels Schatten (von Friedrich Dürrenmatt) – Regie: Ludwig Cremer
- 1959: Spionage (6 Folgen) – Regie: S. O. Wagner
- 1959: Gestatten, mein Name ist Cox; 3. Staffel: Mord auf Gepäckschein 3311 (von Rolf und Alexandra Becker) – Regie: S. O. Wagner
- 1960: Die 3000stel Sekunde – Regie: S. O. Wagner
- 1961: Troilus und Cressida (nach William Shakespeare) – Regie: Friedhelm Ortmann
- 1961: Wolfgang Weyrauch: Totentanz (Straßenkehrer) – Regie: Martin Walser (BR/NDR)
- 1964: Atollopur, die Stadt auf dem Meer – Regie: S. O. Wagner
- 1964: Der Sklave – Regie: S. O. Wagner
- 1964: Die Stunde des Huflattichs (von Günter Eich) – Regie: Fritz Schröder-Jahn

Kommerzielle Produktionen:
- 1965: Pippi Langstrumpf, Deutsche Grammophon
- 1966: Die Schatzinsel, Europa
- 1966: Geheimnis um einen nächtlichen Brand
- 1967: Die Irrfahrten des Odysseus, Europa
- 1967: Siegfried – Die Nibelungensage, Europa
- 1968: Biblische Geschichten, Europa
- 1968: Winnetou I–III, Europa
- 1968: Der Schatz im Silbersee, Europa
- 1969: Ivanhoe, Europa
- 1969: Klaus Störtebeker, Europa
- 1969: Sindbad der Seefahrer, Europa
- 1970: Old Surehand, Europa
- 1970: Dracula – Die Geschichte des berühmten Vampirs, Europa
- 1972: In den Schluchten des Balkan, Europa
- 1973: Das Wirtshaus im Spessart, Europa